# 342

342(삼백사십이)는 341보다 크고 343보다 작은 자연수다.

## 수학
- 합성수로, 그 약수는 총 12개다. (1, 2, 3, 6, 9, 18, 19, 38, 57, 114, 171, 342)
  - 342의 진약수의 합은 438이므로, 342는 과잉수다.
- 29번째 불가촉수다. 앞의 불가촉수는 336, 다음은 372이다.
- 12번째 칠각수다. 앞의 칠각수는 286, 다음은 403이다.
- {\displaystyle 342=18\times 19}
  - 연속하는 두 자연수의 곱으로 나타낼 수 있으며, 이 성질을 지닌 앞의 수는 306, 다음 수는 380이다.
  - 19단에서 342를 나타내는 방법은 18단으로 {\displaystyle 18\times 19=342}, 19단으로 {\displaystyle 19\times 18=342}의 두 가지다. 19단으로 나타내는 방법이 두 가지인 가장 큰 수다.
- {\displaystyle 37^{2}-1}은 342로 나누어떨어진다.

## 과학
- NGC 342(영어판): 고래자리 방향에 있는 렌즈형은하.

## 교통

### 철도
- 수도권 전철 3호선 양재역의 역번호.

### 도로
- 국도
  - 일본 342번 국도(일본어판): 아키타현 요코테시에서 미야기현 도메시까지 이어지는 일본의 국도.
- 기타 도로
  - 342번 지방도: 경기도 성남시 수정구에서 양평군 양동면까지 이어지는 대한민국의 지방도.
  - 현도 제342호선

## 군사
- U-342(영어판): 제2차 세계 대전에 사용된 나치 독일의 군용 잠수함.

## 문화유산
- 대한민국의 보물 제342호: 청자 음각모란 상감보자기문 유개매병
- 대한민국의 사적 제342호: 군포 산본동 조선백자 요지

## 방송
- U+ TV의 EBS 잉글리쉬 채널 번호.
- KT HCN의 MBCNET 채널 번호.

## 기타
- 연도: 342년, 기원전 342년